# Michiel de Ruyter
Pour les articles homonymes, voir Michiel de Ruyter (homonymie) et De Ruyter.
Michiel Adriaenszoon de Ruyter, né le 24 mars 1607 à Flessingue (Zélande) et mort le 29 avril 1676 à Syracuse, est un amiral néerlandais du XVIIe siècle. Il est l'amiral le plus célèbre de l'histoire de la marine de la république des Provinces-Unies.
Ruyter a combattu pendant les trois premières guerres anglo-néerlandaises et a remporté plusieurs victoires. De plus, il a été actif dans divers conflits sur la mer Baltique et contre les pirates de la mer Méditerranée, alternativement au service de son pays ou d'armateurs privés. Gravement blessé pendant la bataille d'Agosta, le 22 avril 1676, il expire à terre quelques jours plus tard.

## Biographie

### Origines et jeunesse
Michiel de Ruyter est né à Flessingue. Il est le fils d'Adriaen Michielszoon et d'Aagje Jansdochter. Il est devenu marin à l'âge de 11 ans en 1618 et il combat lors du siège de Berg-op-Zoom en 1622. Il rejoint ensuite la flotte marchande et travaille comme agent d'une compagnie marchande à Dublin entre 1623 et 1631. Il se marie en 1631 avec Maayke Velders, la fille d'un fermier, mais son épouse meurt quelques mois plus tard en donnant naissance à une fille, qui meurt elle aussi trois semaines plus tard. Entre 1633 et 1635, il participe comme officier à des expéditions de chasse à la baleine. En 1636, il épouse en secondes noces, Neeltje Engels, la fille d'un riche bourgeois.
De 1637 à 1640, il commande un navire chargé de pourchasser les corsaires dunkerquois et, le 4 novembre 1641, il est commandant en troisième lors d'une action au cours de laquelle une flotte néerlandaise repousse une flotte espagnole au large du cap Saint-Vincent. Jusqu’en 1651, où il décide de terminer sa carrière de capitaine-marchand, chasseur de pirates et de baleines, il fait de nombreux voyages au Spitzberg, en mer Baltique, au Maroc et aux Antilles.
Sa deuxième épouse meurt en 1650 après lui avoir donné quatre enfants (deux garçons, Adriaen, né en 1637, et Engel, né en 1649, et deux filles, Neeltje, née en 1639, et Aelken, née en 1642). Il conclut en janvier 1652 un troisième mariage avec Anna van Gelder. Sa nouvelle femme exige qu’il choisisse la vie à terre mais, en 1652, alors que vient d'éclater la première guerre anglo-néerlandaise, les États généraux des Provinces-Unies font appel à lui.

### Début de la carrière militaire
Après avoir initialement refusé, il décide de s’engager pour convoyer les navires marchands qui franchissent la Manche. Au cours de la guerre, Ruyter prouve sa valeur sous les ordres de l'amiral Maarten Tromp, gagnant la bataille de Plymouth. Après la mort de Maarten Tromp, à la bataille de Schéveningue, il décline le commandement de la flotte néerlandaise pour la laisser à un amiral ayant plus d'ancienneté que lui.
Le 2 mars 1654, il accepte de devenir vice-amiral de l'Amirauté d'Amsterdam et s'installe dans cette ville avec sa famille. De juillet 1655 à mai 1656, il opère sur la côte des Barbaresques, capturant plusieurs pirates locaux. En 1659, il est envoyé dans la mer Baltique pour protéger les bateaux de commerce et aider le Danemark, allié des Provinces-Unies, à combattre la Suède. Il commande le corps expéditionnaire néerlandais qui participe à la libération de Nyborg et, reçu par le roi Frédéric III de Danemark, se lie d'amitié avec lui. De 1661 à 1663, il escorte des convois marchands en Méditerranée. Une année avant que la deuxième guerre anglo-néerlandaise ne commence, il combat la flotte anglaise au large de la Guinée, reprenant les possessions néerlandaises occupées par les Anglais, puis il mène en 1665 un raid dans les Antilles et capture plusieurs navires mais renonce à attaquer New York à cause des dommages subis par ses propres vaisseaux.

### Deuxième guerre anglo-néerlandaise

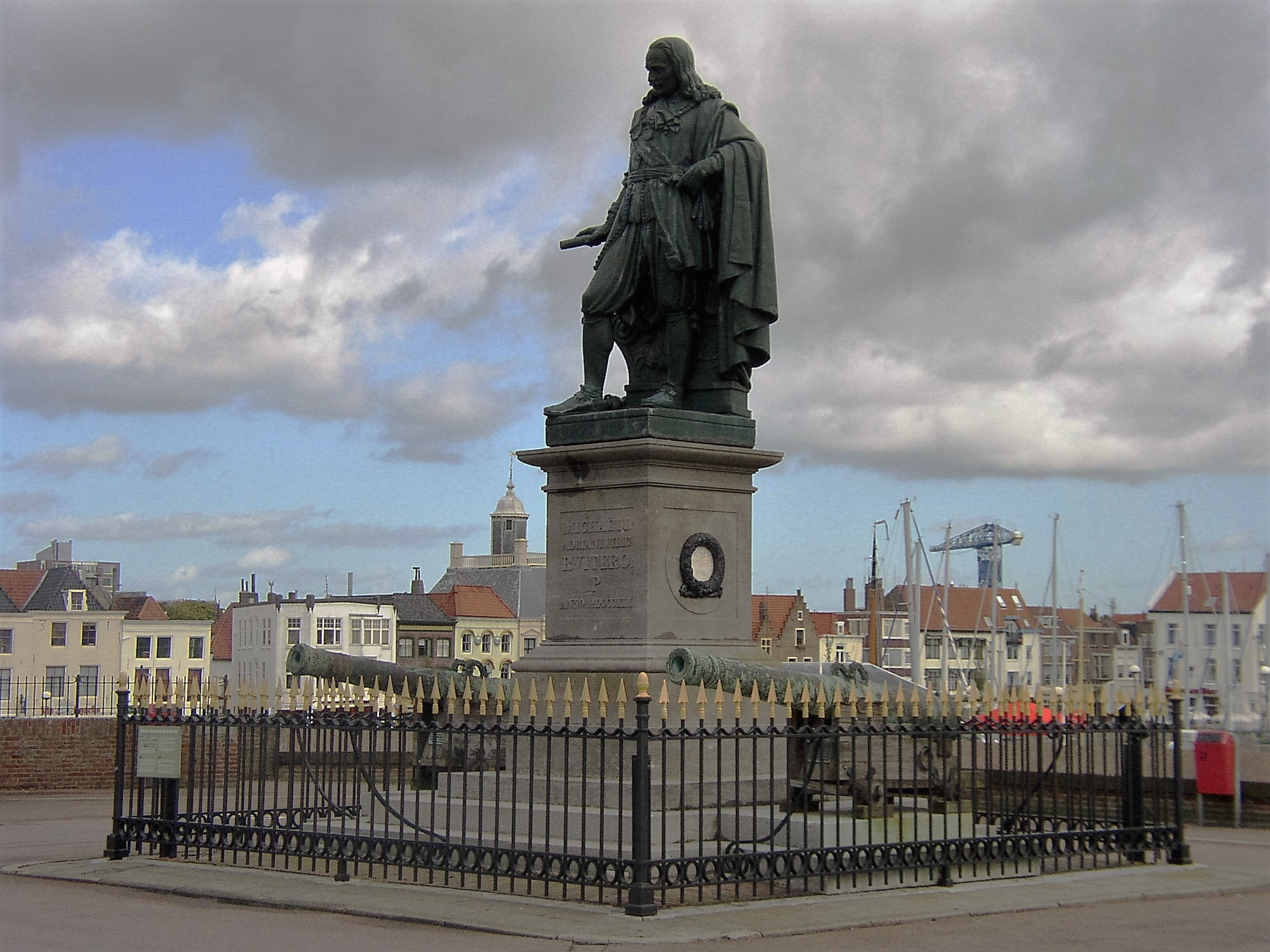
Statue de Michiel de Ruyter à Flessingue.

À son retour aux Provinces-Unies, la deuxième guerre anglo-néerlandaise a éclaté et il accepte le commandement suprême de la flotte néerlandaise le 11 août 1665, au grand dam de Cornelis Tromp qui s'attendait à recevoir cet honneur. Il remporte la bataille des Quatre Jours en 1666 mais échappe de justesse au désastre lors de la bataille de North Foreland, échec qu'il reproche à Tromp, obligeant celui-ci à démissionner. Il tombe ensuite gravement malade mais se rétablit à temps pour diriger le raid sur la Medway, en 1667, qui mène les Néerlandais aux portes de Londres et oblige l'Angleterre à signer la paix. Il échappe à une tentative d'assassinat de la part d'un partisan de Tromp qui tente de le poignarder en 1669 et reste à terre de 1667 à 1671 sur l'ordre de Johan de Witt qui ne veut pas qu'il risque sa vie en mer.

### Troisième guerre anglo-néerlandaise
Lors de la troisième guerre anglo-néerlandaise, ses victoires contre la flotte anglo-française, pourtant supérieure en nombre, à la bataille de Solebay en 1672 et aux batailles de Schooneveld et du Texel en 1673 permettent d'éviter l'invasion maritime des Provinces-Unies par les alliés. Les stratégies mises au point par de Ruyter jouent un grand rôle lors de ces victoires et il est alors considéré comme le plus grand amiral de son époque. Au mois de février 1673, le rang de lieutenant-amiral général est créé spécialement pour lui. L'année suivante, voguant à nouveau vers les Antilles, il tente de s'emparer de Fort-de-France mais l'opération est un échec et il rentre en Europe.
Même les Français le considéraient comme un génie à cette époque. En parlant d'une livraison de poudre de guerre aux Anglais le duc de Saint-Aignan dit en juin 1673 : « Si l’armée ne les reçoit pas avec une diligence incroyable nous courons risque que la flotte holandaise commandée par Ruyter; qui est asscurement le plus grand cap[itai]ne qui ayt jamais esté en mer, ne manquera pas de proffiter du vent et des marées pour la venir combattre à l’ancre ou pour fermer la Tamise, et en un mot pour prendre tous les avantages qui peuvent donner un très grand mouvement à toutes les affaires du Roy [...] ».

### Guerre de Hollande
En 1676, il prend le commandement d'une flotte conjointe avec l'Espagne dans le but d'aider les Espagnols à combattre la révolte de Messine et se heurte à deux reprises à une flotte française commandée par Abraham Duquesne, d'abord à Stromboli, où le combat est indécis, puis à Agosta, le 22 avril 1676, où il est gravement blessé quand un boulet de canon lui déchiquète la jambe gauche. Il meurt le 29 avril des suites de sa blessure et son corps est ramené aux Provinces-Unies.

## Postérité

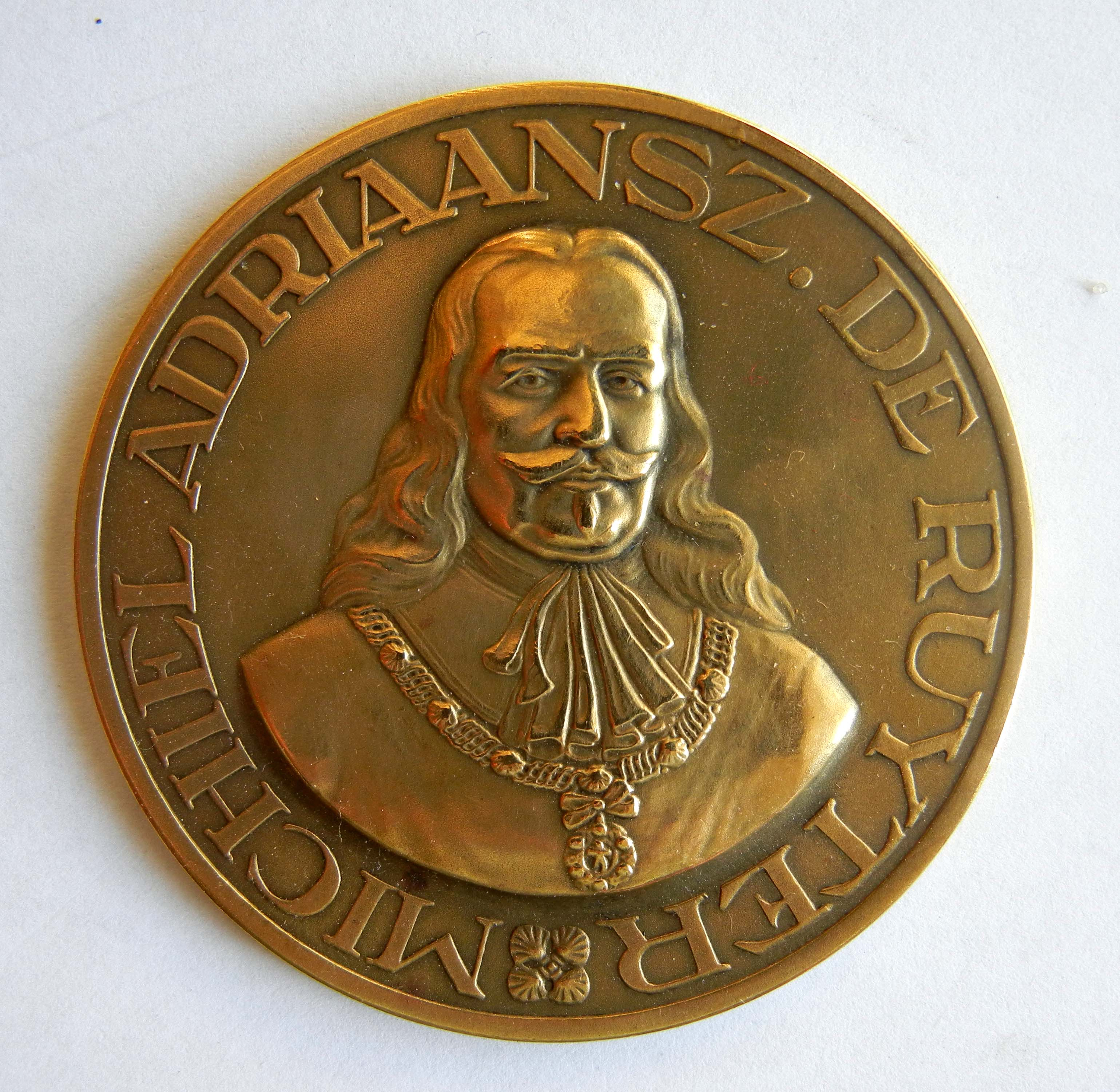
Médaille du (1676-1926) de la mort de l'amiral néerlandais Michiel de Ruyter (1607-1676), recto.

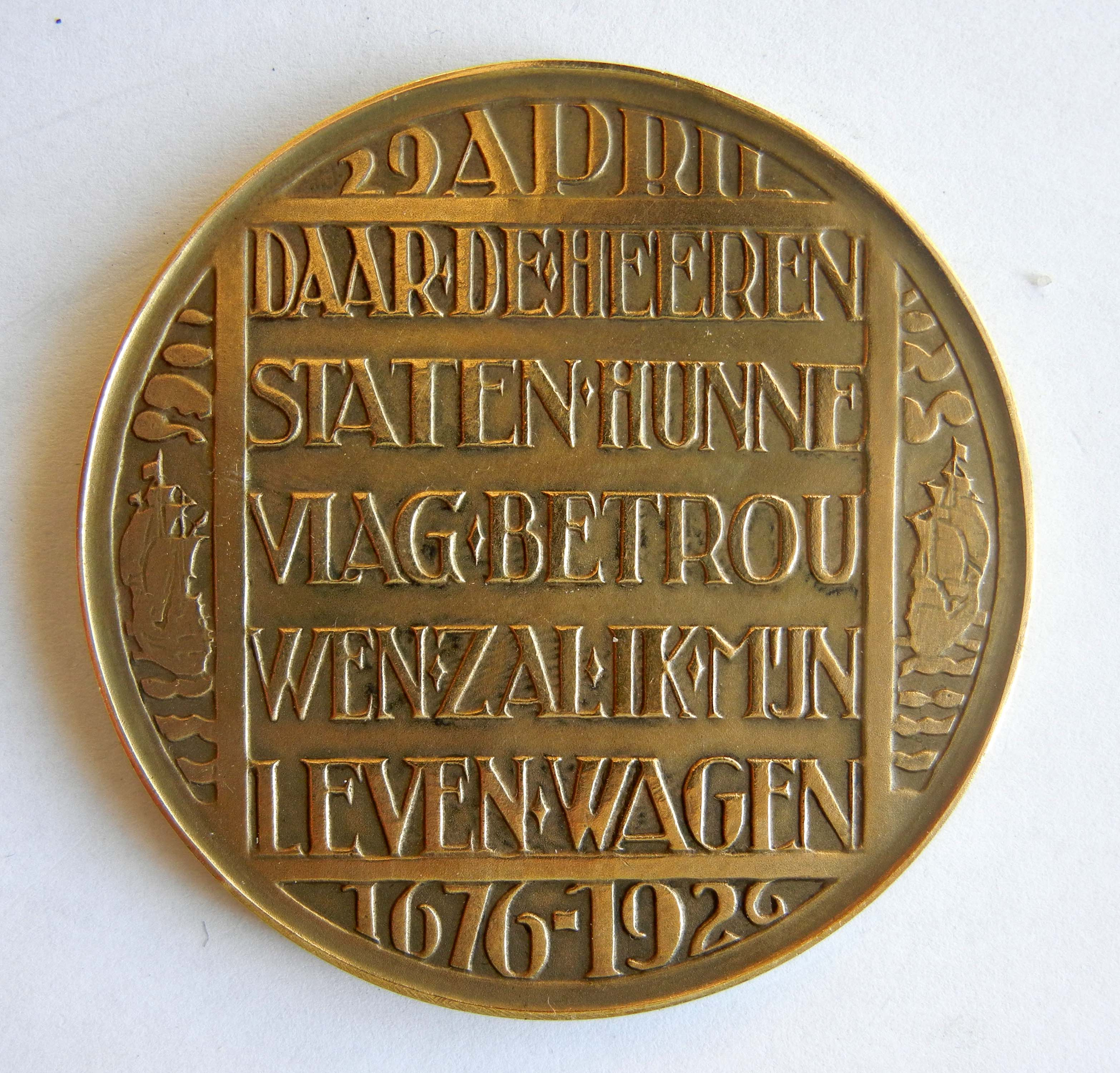
Médaille du (1676-1926) de la mort de l'amiral néerlandais Michiel de Ruyter (1607-1676), verso.

Selon Gerard Brandt, le premier biographe de Ruyter, le stathouder Guillaume III d'Orange-Nassau le considérait comme son ennemi. Cela peut expliquer pourquoi le vieil amiral était chargé d’une mission quasi impossible. Ruyter, homme très pieux, était très aimé et respecté par tous ses équipages, qui lui donnèrent le surnom de Bestevaêr (Grand-père).
Quand le bâtiment amiral De Eendracht avec le corps de Ruyter passa devant la côte française, Jean-Baptiste Colbert donna ordre de rendre hommage à l’amiral tombé en saluant son passage par des coups de canons. Ruyter fut inhumé dans la Nieuwe Kerk à Amsterdam. Les États généraux des Provinces-Unies firent construire un monument en marbre blanc à la place de l’autel.
Dans l’histoire de la marine des Pays-Bas, six vaisseaux ont été appelés Admiraal de Ruyter. L'année 2007 a été la Michiel de Ruyterjaar (« année Michiel de Ruyter ») aux Pays-Bas pour célébrer le quatrième centenaire de sa naissance. Presque chaque ville des Pays-Bas possède une rue portant son nom et une statue de lui a été érigée dans sa ville natale, Flessingue. La ville de Debrecen, en Hongrie, a également érigé une statue de lui pour avoir libéré de l'esclavage 26 pasteurs hongrois. Une petite ville de l'État de New York porte le nom de DeRuyter en son honneur.
Madame de Sévigné : « Ruyter est le dieu des combats : Guitaut ne lui résiste pas. »
Un portrait de l'amiral et un de son épouse, Anna van Gelder, ont été peints par Hendrick Berckman en 1668. Dans cette même vente figurait aussi un portrait d'Engel de Ruyter, (no 164) et un portrait de Margaretha de Ruyter (1652-1688 ; no 165).
Un film historique néerlando-belge, Michiel de Ruyter est diffusé en 2015 portant en néerlandais le nom de Michiel de Ruyter, il sort le 20 juin 2018 et retranscrit les événements des guerres anglo-néerlandaises sous l'approche de Michiel de Ruyter.

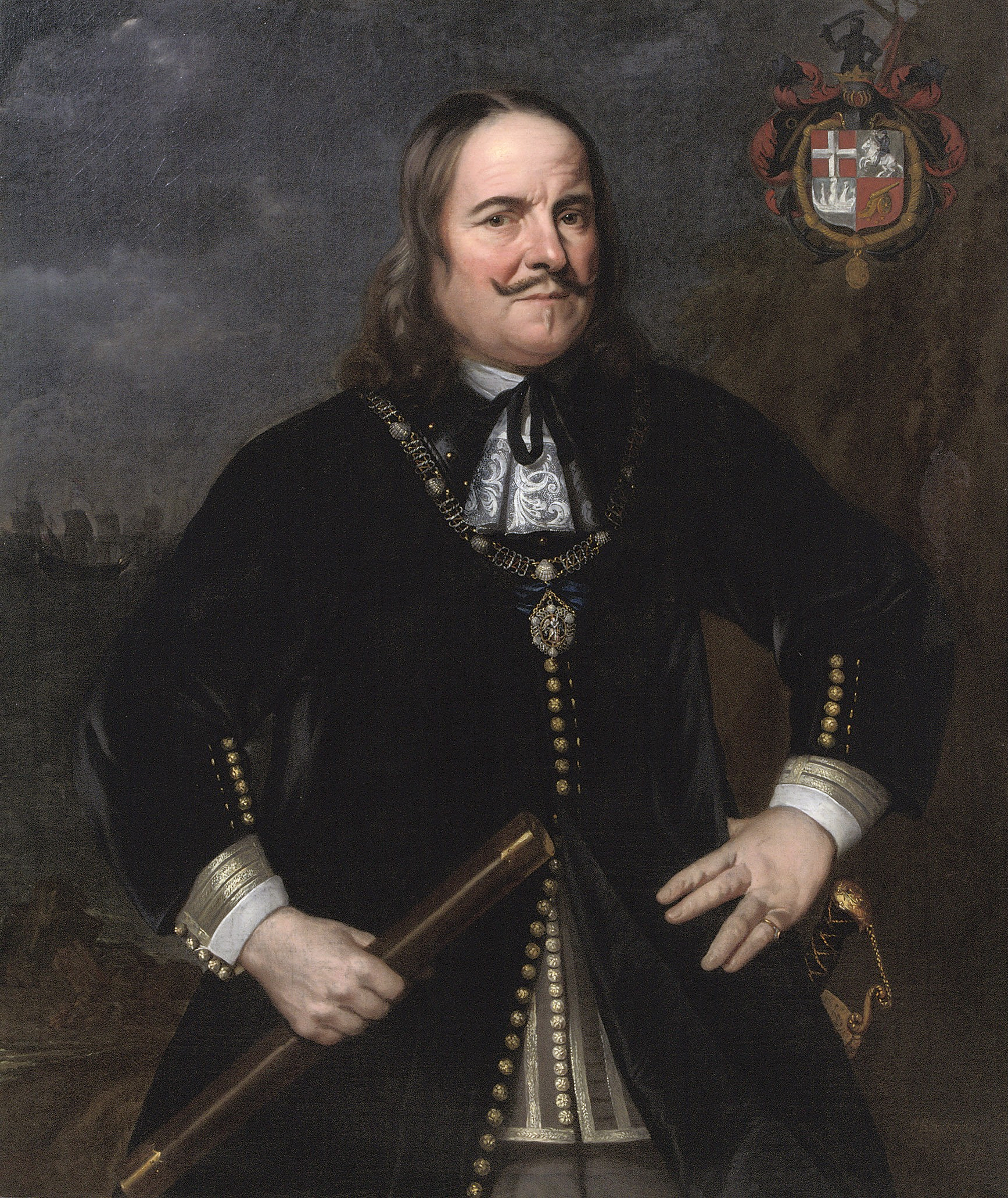
Portrait par Hendrick Berckman.
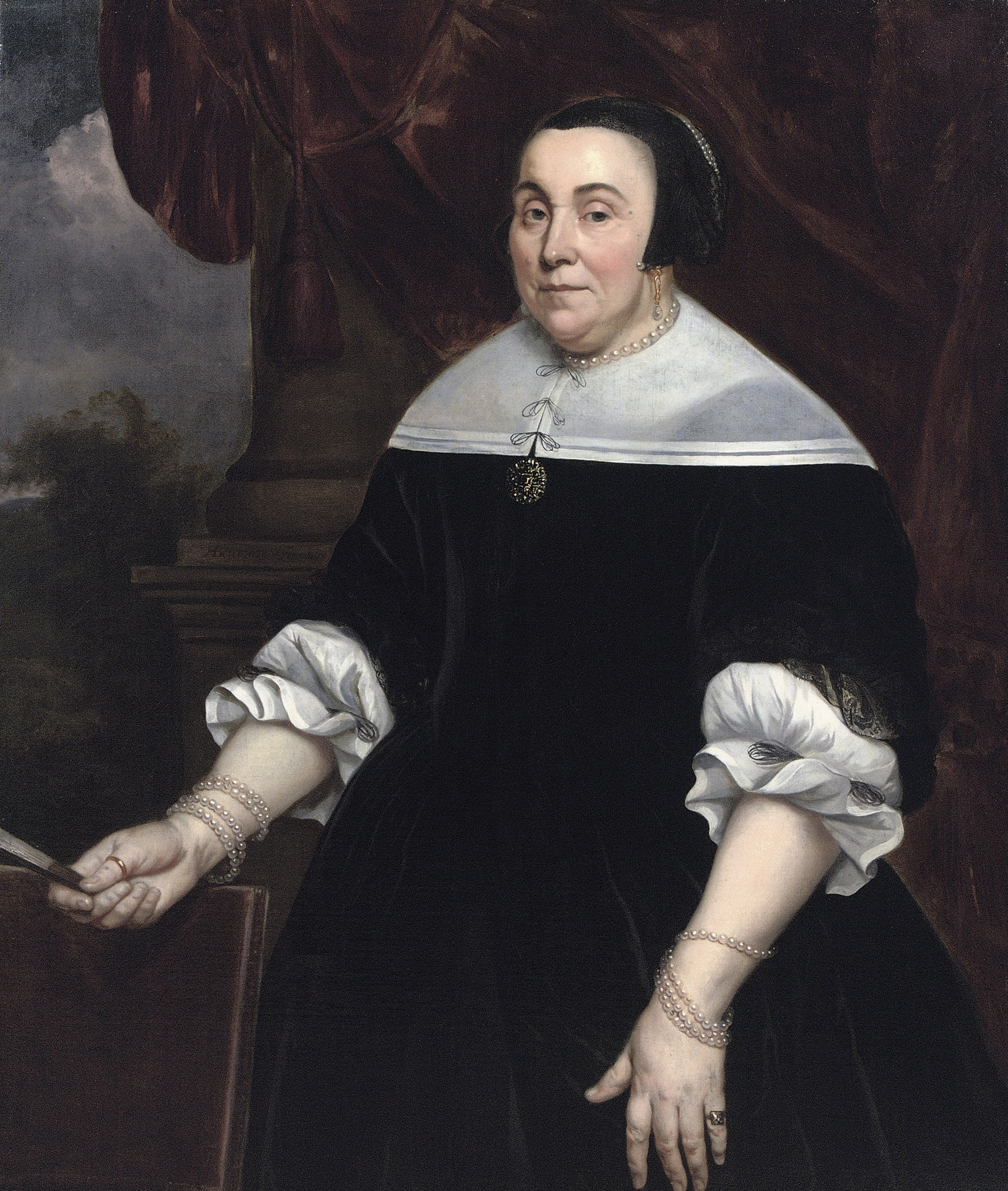
Portrait d'Anna van Gelder par Hendrick Berckman.